# Stahlmusik
Albums de Einstürzende Neubauten
Kollaps
(1981)
Stahlmusik (« musique de fer » en allemand) est le premier album studio du groupe Einstürzende Neubauten, sorti en 1980.
Il a été enregistré live sous un pont de la Bundesautobahn 100 à Berlin-Ouest le 1er juin 1980 et est sorti en octobre de la même année via le label Eisengrau.

## Titres
| 1.    | Energie                        | 6:19 |
| 2.    | Eisenmolekül                   | 3:20 |
| 3.    | Alphabet                       | 4:46 |
| 4.    | Tier                           | 5:21 |
| 5.    | Schöhnheit Der Gewundlichkeit  | 2:16 |
| 6.    | Arbeit                         | 1:12 |
| 7.    | Kein Bestandteil Sein          | 9:25 |
| 8.    | Kristallines Eisen             | 0:51 |
| 9.    | Gut (Mit Dem Kopf An Die Wand) | 5:22 |
| 38:53 |                                |      |

## Composition du groupe
- Blixa Bargeld : voix, guitares, effets sonores
- N.U. Unruh : batterie, effets sonores, voix sur Alphabet